# Хелениус, Рику
Рику Хелениус (фин. Riku Helenius; род. 1 марта 1988, Пялькяне, Финляндия) — финский хоккеист, вратарь. В настоящее время является игроком финского клуба «Йокерит».

## Карьера
Рику был задрафтован клубом НХЛ «Тампа Бэй Лайтнинг» в 2006 году. Начинал карьеру в финском клубе «Ильвес», но в первый свой сезон сыграл только четыре матча из-за травмы плеча.
Свою первую игру за «Тампу» 30 января 2009 года против «Филадельфии Флайерз».
В сезоне 2011/12 выиграл с командой ЮИП чемпионат Финляндии и был признан самым ценным вратарём плей-офф.